# Irish National League

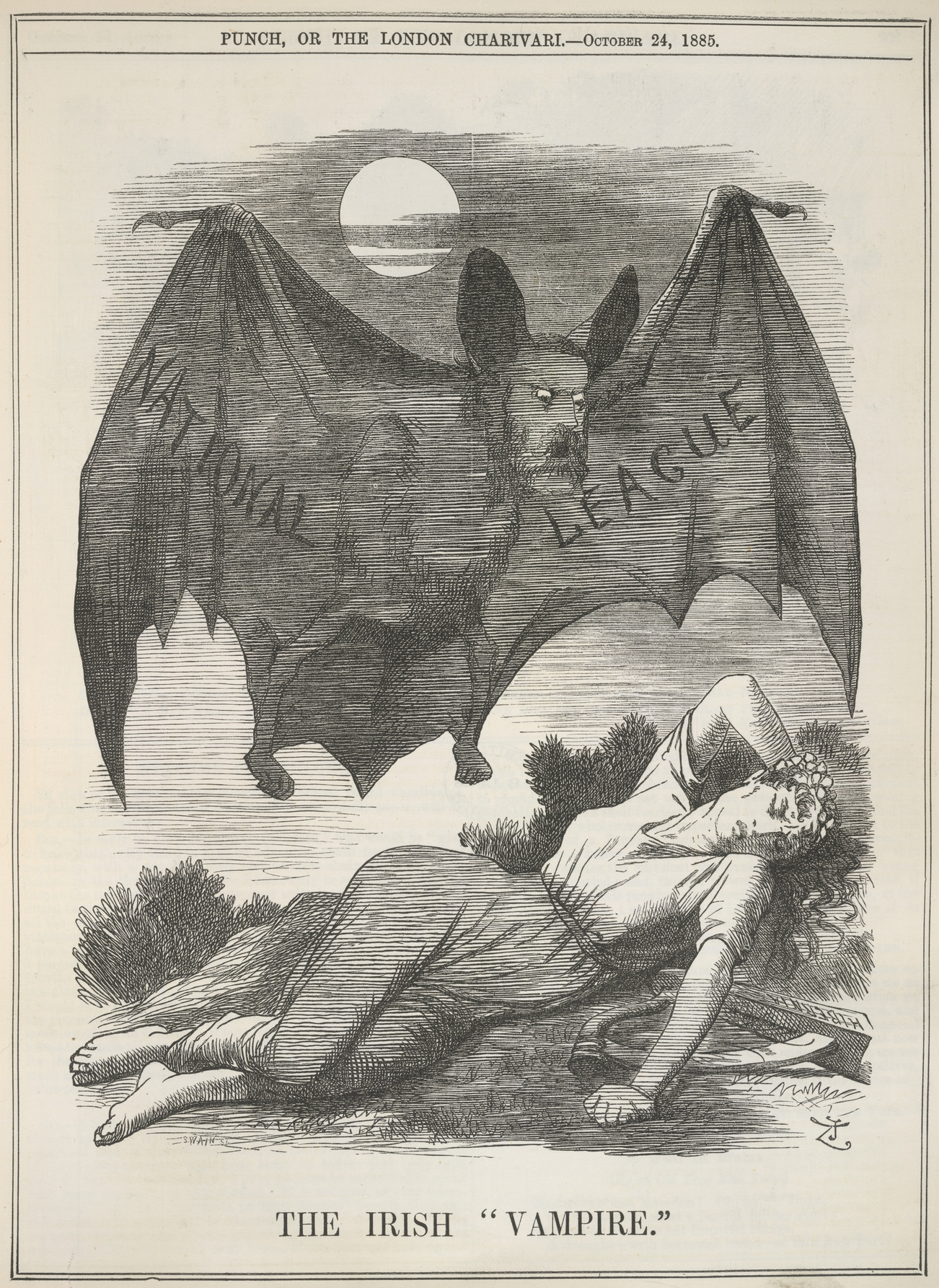
Von John Tenniel erstellte und 1885 in der Punch veröffentlichte britische Karikatur, bei der sich ein Vampir mit der Beschriftung „National League“ und dem Haupt von Charles Parnell bedrohlich über eine schutzlose Frau erhebt, die für Irland steht.

Die Irish National League (irisch Léig Náisiúnta na hÉireann) war eine am 17. Oktober 1882 gegründete irisch-nationale politische Organisation, die dazu diente, für die Home Rule Party bzw. später die Irish Parliamentary Party breite Unterstützung in der Öffentlichkeit zu gewinnen. Sie wurde als Nachfolge-Organisation der Irish Land League gegründet, nachdem diese zwangsweise aufgelöst wurde. Zu den weiteren Zielen gehörte eine Landreform, bei denen die Bauern in den Besitz des von ihnen genutzten Landes kommen, bessere Arbeitsbedingungen, Förderung der wirtschaftlichen Entwicklung und eine Verbesserung des Wahlrechts. Die Organisation unterhielt regionale Niederlassungen, die u. a. auch dazu dienten, Kandidaten für die Wahlen zum Unterhaus auszuwählen. Nach einer zu Beginn recht zögerlichen Entwicklung gab es nach der Wahlrechtsreform von 1884/1885 mehr als 1.200 Niederlassungen. Bis zur Spaltung der Irish Parliamentary Party im Jahr 1890 war die Organisation das wichtigste Instrument der durch Charles Parnell initiierten Bewegung. Die Organisation blieb in der Kontrolle von Parnell, so dass seine Gegner durch die Initiative von William Martin Murphy das Irish National Committee gründeten. Sie ging 1900 in die United Irish League auf, als die Wiedervereinigung gelang.